# Theo Buchwald
Theo Buchwald (* 27. September 1902 in Wien; † 7. September 1960 in Lima) war ein peruanischer Dirigent österreichischer Herkunft. Er wirkte von 1922 bis 1933 in Deutschland und emigrierte 1935 zunächst nach Chile. Er wirkte ab 1937 als Dirigent in Peru. Er nahm die peruanische  Staatsbürgerschaft an.

## Leben und Werk
Theo Buchwald studierte bei Richard Robert Klavier und an der Universität Wien Musikwissenschaft, Philosophie und Kunstgeschichte. Eine Handgelenksverletzung beendete frühzeitig seine Karriere als Pianist. Er verlegte seinen Arbeitsschwerpunkt auf das Dirigieren.
1922 wurde Theo Buchwald Korrepetitor in Barmen-Elberfeld. 1923 ging er an die Volksoper Berlin. Von 1924 bis 1926 wirkte Theo Buchwald als zweiter Kapellmeister am Stadttheater Magdeburg. Von 1927 bis 1929 wirkte er als erster Kapellmeister in München. Unter Erich Kleiber arbeitete Theo Buchwald an der Staatsoper Berlin. Von 1930 bis 1933 wirkte er dann als erster Kapellmeister und Leiter der Symphoniekonzerte am Stadttheater Halberstadt.
Nach der Machtergreifung Adolf Hitlers musste Buchwald nach Wien zurückkehren. Ohne Aussicht auf eine Anstellung folgte er dem Rat seines in Santiago de Chile lebenden Cousins, nach Südamerika zu emigrieren, und zog 1935 nach Chile. 1937 gründete er auf Veranlassung der peruanischen Regierung in Lima das neue Staatliche Symphonieorchester (Orquesta Sinfónica Nacional) und wirkte über 22 Jahre hinweg als dessen Leiter. Mit diesem Orchester unternahm er Konzertreisen in andere Länder Südamerikas.
Theo Buchwalds Nachlass enthält zahlreiche Briefe von bekannten Emigranten wie Erich Kleiber und Fritz Busch, die ebenfalls nach Südamerika geflohen waren.